# Anna Nikolajewna Scharapowa
Anna Nikolajewna Scharapowa (russisch Анна Николаевна Шарапова; * 1863; † 1923 in Moskau) war eine russische Esperantistin, Übersetzerin und Vegetarierin.

## Leben
Scharapowa, Schwägerin des Sekretärs Lew Tolstois Pawel Birjukow, führte einen Briefwechsel mit Tolstoi. Sie übersetzte ins Esperanto Werke von Tolstoi, Michail Lermontow und anderen Schriftstellern.
Scharapowa war Sekretärin für Russland in der Internationalen Union der Esperantisten und Vegetarier, zu deren Ehrenpräsidenten Tolstoi gewählt worden war. Sie gewann Wassili Jeroschenko für den Esperantismus.
Während des Ersten Weltkriegs lebte Scharapowa in der Schweiz. Sie kehrte 1920 nach Russland zurück und trug zur Wiederherstellung der internationalen Beziehungen der russischen Esperantisten bei. Sie unterrichtete Englisch in der von Lidija Armand gegründeten neuartigen Schulkommune in Puschkino bei Moskau. Sie warb weiter für den Esperantismus und gewann Dawid Lwowitsch Armand und viele andere. Als Kaufmannstochter wurde ihr die Versorgung entzogen, sodass sie bald darauf starb.
An die bemerkenswerten Eigenschaften Scharapowas erinnerte sich der Esperantist Alexander Sacharow in seinem um 1940 verfassten Erinnerungsbuch.